# Anthony Colin Fisher
Anthony Colin Fisher (Sydney, 10 marzo 1960) è un arcivescovo cattolico australiano, dal 18 settembre 2014 arcivescovo metropolita di Sydney e primate di Australia.

## Biografia
Anthony Colin Joseph Fisher è nato il 10 marzo 1960 nel sobborgo di Crows Nest a Sydney, omonima arcidiocesi nello stato federato del Nuovo Galles del Sud, sulla costa meridionale del Commonwealth dell'Australia; è il primogenito dei cinque figli di Gloria Maguregui, il cui padre era di origine basca meridionale e la cui madre era per metà italiana e metà rumena - emigrata con la sua famiglia in Australia dalla Cina e dalle Filippine negli anni '50 - , e di Colin Fisher, un farmacista australiano di origine anglo-irlandese nato nel sobborgo di Ashfield. La famiglia Fisher ha vissuto a Belmore, Canterbury e Wiley Park prima di trasferirsi a Longueville, e infine a Manly.

### Formazione e ministero sacerdotale
Il 3 aprile successivo alla nascita è stato battezzato da padre Cyril Hatton presso la chiesa di Santa Teresa, nel sobborgo di Lakemba, e lì ha frequentato la scuola parrocchiale dal 1965 al 1966. Ha ricevuto l'istruzione primaria alla St Michael's Primary School di Lane Cove, proseguendo poi quella secondaria prima al Holy Cross College a Ryde e in seguito al Saint Ignatius' College di Riverview, dove ha ottenuto il diploma nel 1977 e si è distinto come dux, cioè primo della classe.
In seguito si è iscritto all'Università di Sydney, dove ha studiato per sei anni, conseguendo il Bachelor of Arts in storia, con onore di prima classe, e poi il Bachelor of Laws. Mentre era ancora studente, una sera del Giovedì santo, l'allora arcivescovo di Sydney gli lavò i piedi durante la Messa nella Cena del Signore; il futuro arcivescovo ricorda curiosamente di aver pensato: "Questo è quanto di più vicino potrò mai arrivare all'arcivescovo di Sydney!". Dopo essersi laureato con il massimo dei voti, ha esercitato la professione forense presso lo studio legale commerciale Clayton Utz Solicitors, dove ha redatto i contratti per la riqualificazione del Queen Victoria Building. Si è congedato dal suo lavoro legale e ha girato l'Europa con lo zaino in spalla per discernere la sua vocazione.
Dopo aver deciso di seguire la via del sacerdozio, nel 1985 è entrato nell'Ordine dei frati predicatori, congregazione fondata da Domenico di Guzmán nel 1216 dedita alla predicazione della fede cattolica nel contesto di una vita di studio, preghiera e comunità; contemporaneamente ha studiato alla Yarra Theological Union di Melbourne, istituzione associata del Melbourne College of Divinity (ora chiamata University of Divinity), conseguendo una laurea con lode in teologia. Ha emesso la professione solenne per i domenicani il 18 febbraio 1987. Per un certo periodo ha lavorato a Uniya, in un centro per la ricerca sociale nel sobborgo di Kings Cross in materia di immigrazione e rifugiati, e presso la parrocchia del Santo Nome nel sobborgo di Wahroonga. Trentunenne, ha ricevuto l'ordinazione sacerdotale il 14 settembre 1991, nella chiesa del Santo Nome, per imposizione delle mani di Eusebius John Crawford, O.P., vescovo di Gizo.
Poco dopo l'ordinazione si è trasferito a Oxford, nel Regno Unito, per intraprendere gli studi di dottorato in bioetica presso lo University College, risiedendo alla Blackfriars Hall; nel 1995 ha conseguito il dottorato con una tesi intitolata "Giustizia nell'assegnazione dell'assistenza sanitaria". Il suo lavoro accademico ha incluso conferenze in Australia e all'estero, oltre alla pubblicazione di numerosi libri e articoli su bioetica e morale. Il 30 maggio 1994 è apparso in una puntata dal vivo del programma televisivo britannico After Dark insieme a Tom Shakespeare, Lewis Wolpert e Germaine Greer.
Al suo ritorno in Australia, ha operato nella Casa provinciale dei domenicani a Melbourne, insegnando allo stesso tempo presso l'Università Cattolica Australiana per un quinquennio a partire dal 1995. Nel 2000 ha fondato il John Paul II Institute for Marriage and the Family, associato al Pontificio istituto Giovanni Paolo II, un istituto pontificio post laurea con nove sedi in tutto il mondo, di cui è stato il primo rettore fino alla promozione all'episcopato. Il lavoro principale dell'istituto è stato l'insegnamento e la ricerca su questioni riguardanti il rispetto della vita umana, la dignità della persona e il sostegno per il matrimonio e la vita familiare. È rimasto professore di bioetica e teologia morale presso l'Istituto e ha pubblicato diversi libri su questi temi; il campus australiano ha cessato le attività nel dicembre 2018. 
Nel 2003 ha discusso sull'eutanasia con l'attivista Philip Nitschke alla Great Hall dell'Università di Sydney. È stato ex officio cancelliere del Catholic Institute of Sydney, avendo precedentemente ricoperto la carica di vice-cancelliere, e professore a contratto di bioetica presso la University of Notre Dame Australia a Perth. Fino alla sua nomina episcopale è stato maestro dei seminaristi e vice del priore provinciale dell'Ordine domenicano in Australia e Nuova Zelanda, nonché maestro dei novizi dal 1999. Nell'arcidiocesi di Melbourne è stato vicario episcopale per la vita e l'assistenza sanitaria dal 1997, portavoce dell'arcidiocesi in materia di etica, docente ospite al Catholic Theological College e segretario del Consiglio presbiterale. Tra i suoi impegni comunitari è stato anche cappellano del parlamento dello Stato di Victoria, membro dell'Autorità per il trattamento dell'infertilità dello stato federale, presidente o membro di diversi comitati etici ospedalieri, cappellano conventuale ad honorem del Sovrano Militare Ordine di Malta e cappellano a varie altre organizzazioni. Ha avuto anche diversi impegni nella vita parrocchiale e nella pastorale dei disabili e dei moribondi.

### Ministero episcopale

#### Vescovo ausiliare di Sydney
Il 16 luglio 2003 papa Giovanni Paolo II lo ha nominato, quarantatreenne, vescovo ausiliare di Sydney assegnandogli contestualmente la sede titolare di Buruni. Ha ricevuto la consacrazione episcopale il 3 settembre seguente, nella cattedrale di Santa Maria, per imposizione delle mani del futuro cardinale George Pell, arcivescovo metropolita di Sydney, avendo come co-consacranti il cardinale Edward Bede Clancy, arcivescovo emerito di Sydney, e Bernard Cyril O'Grady, O.P., vescovo di Gizo; assieme a lui è stato ordinato vescovo ausiliare anche Julian Charles Porteous. Come suo motto episcopale ha scelto Veritatem facientes in caritate, che tradotto vuol dire "Vivere secondo la verità nella carità" (Efesini 4, 15).
È divenuto parroco della parrocchia "Nostra Signora Stella del Mare", nel sobborgo di Watsons Bay, svolgendo anche qui l'ufficio di vicario episcopale per la vita e la salute dell'arcidiocesi di Sydney, oltre a far parte della Commissione episcopale australiana per la dottrina e la morale e come presidente della Catholic Schools Board, presidente della Catholic Education Commission del Nuovo Galles del Sud, vicecancelliere del Catholic Institute of Sydney e professore a contratto presso l'Università di Notre Dame in Australia. Dal 2004 è membro della Pontificia accademia per la vita, l'organismo che consiglia la Chiesa in materia di bioetica.
Il 23 marzo 2004 si è recato in Vaticano, assieme ad altri membri dell'episcopato australiano, per la visita ad limina apostolorum, allo scopo di discutere con il pontefice della situazione e dei problemi relativi alla sua diocesi.
È stato anche coordinatore della Giornata Mondiale della Gioventù 2008 tenutasi a Sydney, il più grande raduno giovanile e il più grande evento religioso nella storia dell'Australia. 250.000 giovani pellegrini hanno preso parte alla settimana della festa della fede e più di 400.000 alla messa conclusiva del pontefice, che si è tenuta al Randwick Racecourse.

#### Vescovo di Parramatta
L'8 gennaio 2010 papa Benedetto XVI lo ha nominato, quarantanovenne, vescovo di Parramatta; è succeduto al settantaseienne Kevin Michael Manning, dimissionario per raggiunti limiti di età dopo tredici anni di governo pastorale. Ha preso possesso della diocesi durante una cerimonia svoltasi nella cattedrale di San Patrizio a Parramatta il 4 marzo seguente.
Nel 2011 ha pubblicato uno scritto che porta il titolo di Catholic Bioethics for a New Millennium, un importante trattato di bioetica pubblicato dalla Cambridge University Press, casa editrice dell'Università di Cambridge. Il 21 ottobre dello stesso anno ha compiuto una seconda visita ad limina con i vescovi australiani, mentre il 20 dicembre successivo ha ricevuto una laurea honoris causa in legge presso l'Università di Notre Dame in Australia.
Durante il suo ministero ha curato le consultazioni, la pubblicazione e l'attuazione del piano pastorale diocesano che porta il titolo di Faith in Our Future; questo piano ha posto come obiettivi fondamentali la crescita e la condivisione della fede nella diocesi concentrandosi su cinque aree di maggior necessità e potenzialità: famiglie, giovani, etnie, vocazioni ed evangelizzazione.
Ha lavorato a lungo con il Catholic Education Office, con i principali e il personale sulla missione e l'identità delle scuole cattoliche di oggi, e con i giovani ministri e i gruppi nel promuovere il collegamento dei giovani con la Chiesa cattolica.
Ha affrontato con lettere pastorali ai sacerdoti e la comunità di Parramatta sulla confessione (Come back to Me with all your heart, Quaresima 2011), la pianificazione pastorale (Faith in Our Future, Quaresima 2012), la crisi degli abusi sessuali sui minori (Sowing in Tears, Quaresima 2013), la vocazione personale (Thy Kingdom Come, Solennità di Cristo Re 2013) e sull'Eucaristia (This Wonderful Sacrament, Corpus Domini 2014).
Attraverso lettere, conferenze, prediche e progetti diocesani ha affrontato una serie di questioni come i rifugiati, senzatetto, gli incendi delle Blue Mountains, la persecuzione dei cristiani, il matrimonio tra persone dello stesso sesso, la famiglia e la giustizia sociale, l'eutanasia, l'esistenza di Dio, la fede e la rivelazione divina di Cristo e dei santi, l'ascetismo, la liturgia, le vocazioni e la predicazione.
A seguito di un significativo aumento delle vocazioni al sacerdozio nella diocesi, ha diretto la costruzione del nuovo seminario dello Spirito Santo ad Harris Park. Ha inoltre modernizzato la cancelleria, le comunicazioni, gli standard professionali e altri aspetti della diocesi.

#### Arcivescovo metropolita di Sydney
Il 18 settembre 2014 papa Francesco lo ha promosso, cinquantaquattrenne, arcivescovo metropolita di Sydney e primate di Australia; è succeduto al cardinale George Pell, nominato prefetto della Segreteria per l'economia il 24 febbraio precedente. Ha preso possesso dell'arcidiocesi durante una cerimonia svoltasi nella cattedrale di Santa Maria a Sydney il 12 novembre successivo; alla cerimonia erano presenti il sindaco della città Clover Moore, il premier del Nuovo Galles del Sud Mike Baird, l'ex primo ministro John Howard, così come altri politici e leader di comunità cristiane ortodosse e altre comunità religiose della città.
Il 6 maggio 2015 lo stesso pontefice lo ha nominato membro della Congregazione per la dottrina della fede; è stato anche nominato membro onorario della Pontificia accademia di San Tommaso d'Aquino. Lo stesso mese la Conferenza episcopale australiana (ACBC) lo ha ha eletto a presiedere la nuova Commissione episcopale per la famiglia, la gioventù e la vita; oltre a ciò è anche membro del Comitato permanente e della Commissione episcopale per l'educazione cattolica. Il 29 giugno seguente, giorno della solennità dei Santi Pietro e Paolo, si è recato presso la basilica di San Pietro in Vaticano, dove il pontefice gli ha consegnato il pallio, simbolo di comunione tra la Santa Sede e il metropolita, che gli è stato imposto in una cerimonia successiva.
Nel dicembre 2015, monsignor Fisher ha contratto la sindrome di Guillain-Barré, una rara malattia autoimmune, che lo ha portato a una paralisi temporanea e a essere ricoverato in ospedale per alcuni mesi, seguito da un programma di riabilitazione intensiva. Di questa esperienza, l'arcivescovo Fisher ha detto: "Non sapevo davvero se sarei morto. A un certo punto avevo paura di perdere la capacità di comunicare, essendo cosciente ma in grado di muovere solo le ciglia. Non credo che la fede risolva tutte queste crisi quando arrivano alle persone. Ma direi che è stato di grande aiuto per me... sia che dovessi morire o vivere, o essere permanentemente disabile o completamente guarito, che in qualche modo sarei ancora nelle mani di un Dio amorevole". Ha scritto un libro sulla sua esperienza di malattia dal titolo "La pace guaritrice di Cristo: riflessioni su malattia e guarigione, morte e vita nuova" (San Paolo, 2017).
Nel 2017 ha ospitato il terzo Festival della gioventù cattolica australiana che ha attirato 19.000 giovani per tre giorni a Sydney. il 13 giugno dello stesso anno il pontefice lo ha confermato nuovamente membro della Pontificia accademia per la vita.
Il 15 settembre 2018 il papa lo ha chiamato a prendere parte alla XV assemblea generale ordinaria del Sinodo dei vescovi, svoltasi dal 3 al 28 ottobre successivi nella Città del Vaticano, con tema "I giovani, la fede e il discernimento vocazionale".
Il 24 giugno 2019 ha compiuto una terza visita ad limina in Vaticano e il 6 agosto successivo il papa lo ha nominato membro della Congregazione per le Chiese orientali.
Come arcivescovo, ha diretto un rinnovamento dell'evangelizzazione e dei ministeri giovanili dell'arcidiocesi e si adopera per la riconfigurazione e il rinnovamento delle parrocchie e dei ministeri pastorali conosciuti come "Parrocchia 2020". Ha dato vita alla task force arcidiocesana anti-schiavitù per affrontare il problema della tratta e della schiavitù moderna oggi in Australia e oltre. È stato un partecipante attivo del Sydney Catholic Business Network.
Ha anche svolto un ruolo chiave in alcuni momenti di lutto nazionale, ospitando servizi di preghiera interreligiosa nella cattedrale di Santa Maria in seguito all'assedio del Lindt Cafe, all'omicidio di Curtis Cheng e agli attentati di Christchurch nel marzo 2019.
Attraverso lettere, conferenze, predicazioni e progetti diocesani ha affrontato una vasta gamma di questioni quali: secolarizzazione e libertà religiosa; l'emarginazione e la persecuzione dei cristiani; matrimonio omosessuale e ideologia di genere; malattia e sofferenza; senzatetto; l'identità, la missione e il finanziamento delle scuole cattoliche; eutanasia; l'esistenza di Dio; etica professionale; problemi per i giovani adulti; e il sigillo della Confessione.
L'arcivescovo Fisher serve la Chiesa in Australia come membro del Comitato permanente della Conferenza episcopale australiana. Ha continuato come presidente della Commissione episcopale per la famiglia, la gioventù e la vita e come delegato episcopale per la gioventù fino alla fine del 2018. Il 4 maggio 2018 è stato eletto vicepresidente Conferenza dei vescovi cattolici australiani, succedendo a Mark Benedict Coleridge, e presidente della Commissione episcopale per l'educazione cattolica.
Inoltre è cancelliere del Catholic Institute of Sydney e membro della compagnia, senatore e presidente del Board of Identity della Australian Catholic University. Ha pubblicato ampiamente in bioetica, teologia morale, storia, diritto e spiritualità. Ha una popolare rubrica settimanale su The Catholic Weekly ed è molto attivo sui suoi account social di Facebook e Twitter.

## Posizioni teologiche, morali, sociali e su temi politici

### Diritti umani
Fisher segue una linea che si basa su di un'espressione di fede e di spiritualità in linea con l'insegnamento millenario della Chiesa ad esempio a proposito del dibattito sull'aborto e sull'eutanasia. Alcune delle sue dichiarazioni pubbliche suggeriscono una posizione in contrasto con il diritto moderno, infatti egli ritiene che nel diritto contemporaneo manchi lo spirito di compassione di Dio:

### Abusi sessuali sui minori
Dopo la sua promozione, Fisher ha deciso di impegnarsi con la Chiesa nell'affrontare i casi di abusi sessuali sui minori. Egli ha aggiunto:
Ha affermato che "la Chiesa in Australia sta attraversando un periodo di controllo pubblico e di auto-esame", e ha espresso la sua speranza che "emergerà da questa purificata, più umile, più compassionevole e spiritualmente rigenerata". Egli ha anche lamentato l'abuso sessuale dei bambini istituzionalizzati che si è verificato storicamente nella sua ex diocesi di Parramatta e ha colto l'occasione per chiedere scusa per quello che ha riconosciuto come il fallimento della Chiesa per assistere opportunamente le vittime. Parlando di casi di abuso precedenti, ha ribadito il suo desiderio di apertura e di cambiamento dicendo: 

### Terrorismo
Nel suo primo discorso come arcivescovo, esorta l'armonia nella comunità alla luce del raid antiterrorismo che ha avuto inizio un giorno prima della sua elevazione. Dichiara:

## Genealogia episcopale e successione apostolica
La genealogia episcopale è:
- Cardinale Scipione Rebiba
- Cardinale Giulio Antonio Santori
- Cardinale Girolamo Bernerio, O.P.
- Arcivescovo Galeazzo Sanvitale
- Cardinale Ludovico Ludovisi
- Cardinale Luigi Caetani
- Cardinale Ulderico Carpegna
- Cardinale Paluzzo Paluzzi Altieri degli Albertoni
- Papa Benedetto XIII
- Papa Benedetto XIV
- Papa Clemente XIII
- Cardinale Marcantonio Colonna
- Cardinale Giacinto Sigismondo Gerdil, B.
- Cardinale Giulio Maria della Somaglia
- Cardinale Carlo Odescalchi, S.I.
- Cardinale Costantino Patrizi Naro
- Cardinale Lucido Maria Parocchi
- Cardinale Pietro Respighi
- Cardinale Pietro La Fontaine
- Cardinale Celso Benigno Luigi Costantini
- Cardinale James Robert Knox
- Arcivescovo Thomas Francis Little
- Cardinale George Pell
- Arcivescovo Anthony Colin Fisher, O.P.

La successione apostolica è:
- Vescovo Anthony Randazzo (2016)
- Vescovo Richard James Umbers (2016)
- Vescovo Gregory Paul Homeming, O.C.D. (2017)
- Vescovo Brian Mascord (2018)
- Vescovo Daniel Joseph Meagher (2021)
- Vescovo Anthony Gerard Percy (2025)
- Vescovo Peter Mel Murphy (2025)

## Opere principali

### Lettere pastorali
- Come back to Me with all your heart, 2011
- Faith in Our Future, 2012
- Sowing in Tears, 2013
- Thy Kingdom Come, 2013
- This Wonderful Sacrament, 2014

### Trattati
- Abortion in Australia: Answers and Alternatives, Dove Communications, Melbourne 1985
- IVF: The Critical Issues, Collins Dove, Melbourne 1989
- I am a stranger: will you welcome me? The immigration debate, Collins Dove/ACSJC, Melbourne 1991
- Code of Ethical Standards for Catholic Health and Aged Care Services in Australia, Catholic Health Australia, Canberra 2001
- Relevant Ethical Issues in Healthcare, UST Bioethics, Manila 1996
- Healthcare Allocation: An Ethical Framework for Public Policy, Linacre Centre, Londra 2001
- Catholic Bioethics for a New Millennium, Cambridge University Press, New York 2011